# Onthophagus aleppensis
Onthophagus aleppensis là một loài bọ cánh cứng trong họ Bọ hung (Scarabaeidae).